# Грег Говард (баскетболіст)
Грег Говард (англ. Greg Howard, нар. 8 січня 1948, Піттсбург, США) — американський професіональний баскетболіст, що грав на позиції важкого форварда за декілька команд НБА.

## Ігрова кар'єра
На університетському рівні грав за команду Нью-Мексико (1967–1969). 
Професійну кар'єру розпочав 1969 року виступами у складі італійської команди «Олімпія Кальярі», за яку відіграв один сезон.
1970 року був обраний у першому раунді драфту НБА під загальним 10-м номером командою «Фінікс Санз». Кар'єру в НБА розпочав 1970 року виступами за тих же «Фінікс Санз», захищав кольори команди з Фінікса протягом одного сезону.
Другою і останньою ж командою в кар'єрі гравця стала «Клівленд Кавальєрс», до складу якої він приєднався 1971 року і за яку відіграв один сезон.